# Akademie für Jugendfragen
Die Akademie für Jugendfragen e. V. wurde 1960 vom Bund der Deutschen Katholischen Jugend und dem Deutschen Caritasverband mit Unterstützung des Bistums Münster gegründet. Der Sitz befand sich lange Zeit in Münster.

## Geschichte
Die Gründung des Vereins geht unter anderem auf Franz Pöggeler zurück. Die Akademie für Jugendfragen war formal ein eigenständiger Verein, allerdings als Sektion des Deutschen Instituts für wissenschaftliche Pädagogik (DIP) konstruiert und sowohl personell als auch strukturell eng damit verwoben.
Inhaltlich stand die Akademie für Jugendfragen einerseits für die Weiterbildung von Priestern in Jugendfragen, andererseits entwickelte sie Fortbildungen für Hauptamtliche in der Jugendarbeit. Sie war eines der vier bundeszentralen Fortbildungsinstitute, an denen Supervision gelehrt wurde, aber auch ein Ort für gesellschaftspolitische Diskurse. 
1991 wurde der Sitz nach Altenberg verlegt und der Verein dort später aufgelöst. 
Die spätere Katholische Akademie für Jugendfragen e. V. ist eine unabhängige weitere Organisation. Sie wurde 2004 neu in Düsseldorf in das Vereinsregister eingetragen und 2020 dort nach einem Insolvenzverfahren gelöscht.

## Schriften
Schriftenreihe der Akademie für Jugendfragen:
- Band 1: Franz Pöggeler (Hg.) (1966): Jugendbildung und Methode.
- Band 2: Heribert Felix Joos, Franz Pöggeler (1965): Moderne Jugend und neue Autorität.
- Band 3: Wilhelm Dreier, Hermann Steinkamp (o. J. [1969]): Wirkmacht des Sozialen. Mit einem Erfahrungsbericht über die Fortbildung in sozialer Gruppenarbeit.
- Band 4: Wilhelm Dreier (Hg.) (1970): Über Ziel und Methoden der Sozialarbeit. Ein Tagungsbericht. Unter Mitarbeit von Manfred Balkenohl und Heribert Felix Joos.
- Band 5: Wilhelm Dreier (1977): Gesellschaftliche Reformen über praxisverändernde Bildung. Eine Problemskizze. Münster: Regensberg. ISBN 978-3-7923-0402-0.
- Band 6: Wolfgang Weigand (1979): Solidarität durch Konflikt. Zu einer Theorieentwicklung von Solidarität. Münster: Regensberg. ISBN 978-3-7923-0432-7.
- Band 7: Carl-Josef Leffers (1980): Erwachsenenbildung, Förderung individuellen Wachstums und/oder sozialen Wandels? Sozialethische und ideologiekritische Problemanalyse angewandter Methoden humanistischer Psychologie im Bereich der Erwachsenenbildung. Münster: Regensberg. ISBN 978-3-7923-0467-9.

## Bekannte Personen
- Franz Pöggeler (1926–2009), Direktor von 1963 bis 1966
- Wilhelm Dreier (1928–1993), Direktor von 1968 bis 1988
- Willy Bokler, (1909–1974), Vorstand
- Hans Wollasch (1903–1975), Vorstand
- Elisabeth Denis (1900–1969), Mitglied
- Gerhard Leuschner (* 1936), Geschäftsführer
- Cora Baltussen (1912–2005), Dozentin
- Teresa Bock (1927–2012), Dozentin
- Louis Lowy (1920–1991), Dozent
- Norbert A. Luyten (1909–1986), Dozent
- Hermann Steinkamp (* 1938), Dozent
- Gerhard Glombek (1922–1989), Beiratsmitglied
- Karl Peters (1904–1998), Beiratsmitglied
- Konrad Pfaff (1922–2012), Beiratsmitglied
- Eugen Schoelen, (1912–1974), Beiratsmitglied und Dozent
- Alfons Thome (1915–2006), Beiratsmitglied